# Szmitków
Szmitków – dawniej samodzielna wieś, obecnie przysiółek wsi Huta (dawniej pod nazwą Moszków) na terenie Ukrainy, rejonu czerwonogrodzkiego obwodu lwowskiego.
W II Rzeczypospolitej do 1934 samodzielna gmina jednostkowa. Następnie należała do zbiorowej wiejskiej gminy Chorobrów w powiecie sokalskim w woj. lwowskim. Po wojnie wieś weszła w skład powiatu hrubieszowskigo w woj. lubelskim. W 1951 roku wieś wraz z niemal całym obszarem gminy Chorobrów została przyłączona do Związku Radzieckiego w ramach umowy o zamianie granic z 1951 roku.